# Józefów (okres Biłgoraj)
Józefów je město a sídlo stejnojmenné gminy v jihovýchodním Polsku v okrese Biłgoraj v Lublinském vojvodství.

## Historie
Dnešní Józefów byl založen roku 1725 na území vesnice Majdan Nepryski. Svůj název získal podle svého zakladatele Tomasze Józefa Zamoyskiho. Město bylo nadáno magdeburským právem a čtyřmi jarmarky. V letech 1726–1728 byla v centru postavena dřevěná radnice. V polovině 18. století byl nedaleko Józefówa zřízen hamr fungující až do roku 1862 a v jeho blízkosti vznikla posléze papírna. Při prvním dělení Polska bylo město součástí Rakouska. Po vzniku Varšavského knížectví se stal Józefów jeho součástí a v roce 1815 součástí Kongresovky. V roce 1818 vyhořela radnice, v roce 1850 synagoga a roku 1883 papírna. V roce 1870 ztratila obec statut města. Při Lednovém povstání Polska proti Rusům v roce 1863 zahynulo 28 povstalců, mezi nimi i polský básník Mieczysław Romanowski.
V září 1939 při německém útoku na Polsko město bombardovala Luftwaffe. V rámci holokaustu se v Józefówě odehrál 13. července 1942 masakr, při kterém 101. policejní prapor povraždil několik stovek zdejších židů.
V roce 1988 získal Józefów opět statut města.

## Samospráva
Vedle města Józefów existuje v rámci gminy rovněž starostenství v těchto vsích:
Józefów, Borowina, Brzeziny, Czarny Las, Długi Kąt, Górniki, Górecko Stare, Hamernia, Majdan Kasztelański, Majdan Nepryski, Samsonówka, Siedliska, Stanisławów, Szopowe a Tarnowola.

## Pamětihodnosti
- Novobarokní farní kostel Neposkvrněného početí Panny Marie z 19. století
- Synagoga
- Židovský hřbitov
- Pomník hrdinům válek 1863 a 1939–1944